# فريدريش كيلينر
فريدريش كيلينر (بالألمانية: Friedrich Kellner) (و. 1885 – 1970 م) هو سياسي، وكاتب، ومؤرخ، وكاتب يوميات ألماني، ولد في فايهينغن، كان عضوًا في الحزب الديمقراطي الاجتماعي الألماني، توفي في ليش، عن عمر يناهز 85 عاماً.